# Route du Sud 2001
La Route du Sud 2001, venticinquesima edizione della corsa, si svolse dal 23 al 26 giugno su un percorso di 690 km ripartiti in 5 tappe, con partenza da Carcassonne e arrivo a Plateau de Beille. Fu vinta dal kazako Andrej Kivilëv della Cofidis davanti al tedesco Jens Voigt e al lituano Raimondas Rumšas.

## Tappe
| Tappa  | Data      | Percorso                              | km  | Vincitore di tappa   | Leader cl. generale |
| ------ | --------- | ------------------------------------- | --- | -------------------- | ------------------- |
| 1ª     | 23 giugno | Carcassonne > Carcassonne             | 168 | Jens Voigt           | Jens Voigt          |
| 2ª     | 24 giugno | Carcassonne > Castres                 | 118 | Jimmy Casper         | Jens Voigt          |
| 3ª     | 24 giugno | Castres > Castres (cron. individuale) | 17  | Bradley McGee        | Jens Voigt          |
| 4ª     | 25 giugno | Saint-Salvy-de-Balma > Saint-Gaudens  | 206 | Laurent Roux         | Jens Voigt          |
| 5ª     | 26 giugno | Saint-Gaudens > Plateau de Beille     | 181 | Francesco Casagrande | Andrej Kivilëv      |
| Totale | Totale    | Totale                                | 690 |                      |                     |

## Dettagli delle tappe

### 1ª tappa
- 23 giugno: Carcassonne > Carcassonne – 168 km

| Pos. | Corridore      | Squadra         | Tempo    |
| ---- | -------------- | --------------- | -------- |
| 1    | Jens Voigt     | Crédit Agricole | 3h37'39" |
| 2    | Stéphane Augé  | Festina         | s.t.     |
| 3    | Alexei Sivakov | Big Mat         | s.t.     |

| Pos. | Corridore  | Squadra         | Tempo    |
| ---- | ---------- | --------------- | -------- |
| 1    | Jens Voigt | Crédit Agricole | 3h37'39" |

### 2ª tappa
- 24 giugno: Carcassonne > Castres – 118 km

| Pos. | Corridore         | Squadra      | Tempo    |
| ---- | ----------------- | ------------ | -------- |
| 1    | Jimmy Casper      | FDJ          | 2h54'39" |
| 2    | Jaan Kirsipuu     | AG2R         | s.t.     |
| 3    | Jeroen Blijlevens | Lotto-Adecco | s.t.     |

| Pos. | Corridore  | Squadra         | Tempo    |
| ---- | ---------- | --------------- | -------- |
| 1    | Jens Voigt | Crédit Agricole | 6h32'18" |

### 3ª tappa
- 24 giugno: Castres > Castres (cron. individuale) – 17 km

| Pos. | Corridore     | Squadra         | Tempo  |
| ---- | ------------- | --------------- | ------ |
| 1    | Bradley McGee | FDJ             | 20'37" |
| 2    | Anthony Morin | Crédit Agricole | a 15"  |
| 3    | Jens Voigt    | Crédit Agricole | a 17"  |

| Pos. | Corridore  | Squadra         | Tempo    |
| ---- | ---------- | --------------- | -------- |
| 1    | Jens Voigt | Crédit Agricole | 6h52'55" |

### 4ª tappa
- 25 giugno: Saint-Salvy-de-Balma > Saint-Gaudens – 206 km

| Pos. | Corridore         | Squadra       | Tempo    |
| ---- | ----------------- | ------------- | -------- |
| 1    | Laurent Roux      | Jean Delatour | 4h54'13" |
| 2    | Andrej Kivilëv    | Cofidis       | a 35"    |
| 3    | Francisco Mancebo | iBanesto.com  | s.t.     |

| Pos. | Corridore  | Squadra         | Tempo     |
| ---- | ---------- | --------------- | --------- |
| 1    | Jens Voigt | Crédit Agricole | 11h47'43" |

### 5ª tappa
- 26 giugno: Saint-Gaudens > Plateau de Beille – 181 km

| Pos. | Corridore            | Squadra       | Tempo    |
| ---- | -------------------- | ------------- | -------- |
| 1    | Francesco Casagrande | Fassa Bortolo | 4h47'45" |
| 2    | Andrej Kivilëv       | Cofidis       | a 2"     |
| 3    | Denis Menchov        | iBanesto.com  | a 1'53"  |

| Pos. | Corridore        | Squadra         | Tempo     |
| ---- | ---------------- | --------------- | --------- |
| 1    | Andrej Kivilëv   | Cofidis         | 16h37'02" |
| 2    | Jens Voigt       | Crédit Agricole | a 1'14"   |
| 3    | Raimondas Rumšas | Fassa Bortolo   | a 1'56"   |

## Classifiche finali

### Classifica generale
| Pos. | Corridore                 | Squadra           | Tempo     |
| ---- | ------------------------- | ----------------- | --------- |
| 1    | Andrej Kivilëv            | Cofidis           | 16h37'02" |
| 2    | Jens Voigt                | Crédit Agricole   | a 1'14"   |
| 3    | Raimondas Rumšas          | Fassa Bortolo     | a 1'56"   |
| 4    | Francesco Casagrande      | Fassa Bortolo     | a 3'30"   |
| 5    | Francisco Mancebo         | iBanesto.com      | a 4'38"   |
| 6    | Laurent Roux              | Jean Delatour     | a 4'47"   |
| 7    | Denis Menchov             | iBanesto.com      | a 5'22"   |
| 8    | Tomasz Brozyna            | iBanesto.com      | a 6'15"   |
| 9    | Iñigo Chaurreau Bernardez | Euskaltel-Euskadi | a 6'31"   |
| 10   | Sandy Casar               | FDJ               | a 7'06"   |